# Gabriel Girard (hockey sur glace)
Pour les articles homonymes, voir Gabriel Girard et Girard.
Gabriel Girard (né le 13 juin 1991 à Varennes, dans la province de Québec, au Canada) est un joueur professionnel de hockey sur glace qui évolue au poste de gardien de but. Il possède la double nationalité franco-canadienne.

## Biographie
Girard est né Varennes et possède la double nationalité franco-canadienne de par ses grands-parents maternels ; il fait ses débuts au hockey sur glace à l'âge de 4 ans. Girard joue  avec les Riverains du Collège Charles-Lemoyne en 2006-2007 dans la Ligue de hockey midget AAA. Il commence  la saison suivante toujours en AAA avec les Gaulois du Collège Antoine-Girouard mais la termine avec les Cataractes de Shawinigan qui évoluent dans la Ligue de hockey junior majeur du Québec.
À la fin de la saison 2011-2012, les Cataractes accueillent le tournoi final de la Ligue canadienne de hockey, la Coupe Memorial alors qu'ils sont éliminés au cours des séries de la LHJMQ en quart de finale. Malgré cette défaite prématurée, les joueurs de Shawinigan et Girard remportent la Coupe Memorial en battant en finale les Knights de London. Gabriel Girard est mis en avant par la LCH en étant désigné meilleur gardien du tournoi et il reçoit le trophée Hap-Emms.
N'ayant jamais été repêché par une équipe de la Ligue nationale de hockey, il aspire à jouer en France pour rejoindre l'équipe de France de hockey sur glace. Ainsi, en juin 2012, il signe avec l'Image Club d'Épinal dans le championnat élite en France, la Ligue Magnus. Il fait ses débuts dans le championnat 2012-2013 en jouant contre les champions en titre, les Dragons de Rouen et aide son équipe à l'emporter sur le score de 4-2. Une commotion cérébrale le prive d'un mois de compétition. Malgré une saison régulière où il ne répond pas aux attentes placées en lui, il réalise des séries éliminatoires de haute volée et permet à son équipe d'atteindre les demi-finales pour la première fois de son histoire.Il est ensuite désigné comme meilleur gardien des play-offs de Ligue Magnus.
En juillet 2013, il rejoint les Dragons de Rouen avec lesquels il passe une saison. Ne jouant que 10 matchs avec les Dragons lors de la saison régulière, il quitte le club à la fin de la saison 2013-2014.

## Trophées et honneurs personnels
- 2011-2012
  - Remporte la Coupe Memorial avec les Cataractes de Shawinigan
  - Meilleur gardien de la Coupe Memorial, remporte le trophée Hap-Emms